# Burgturm (Mönchengladbach)

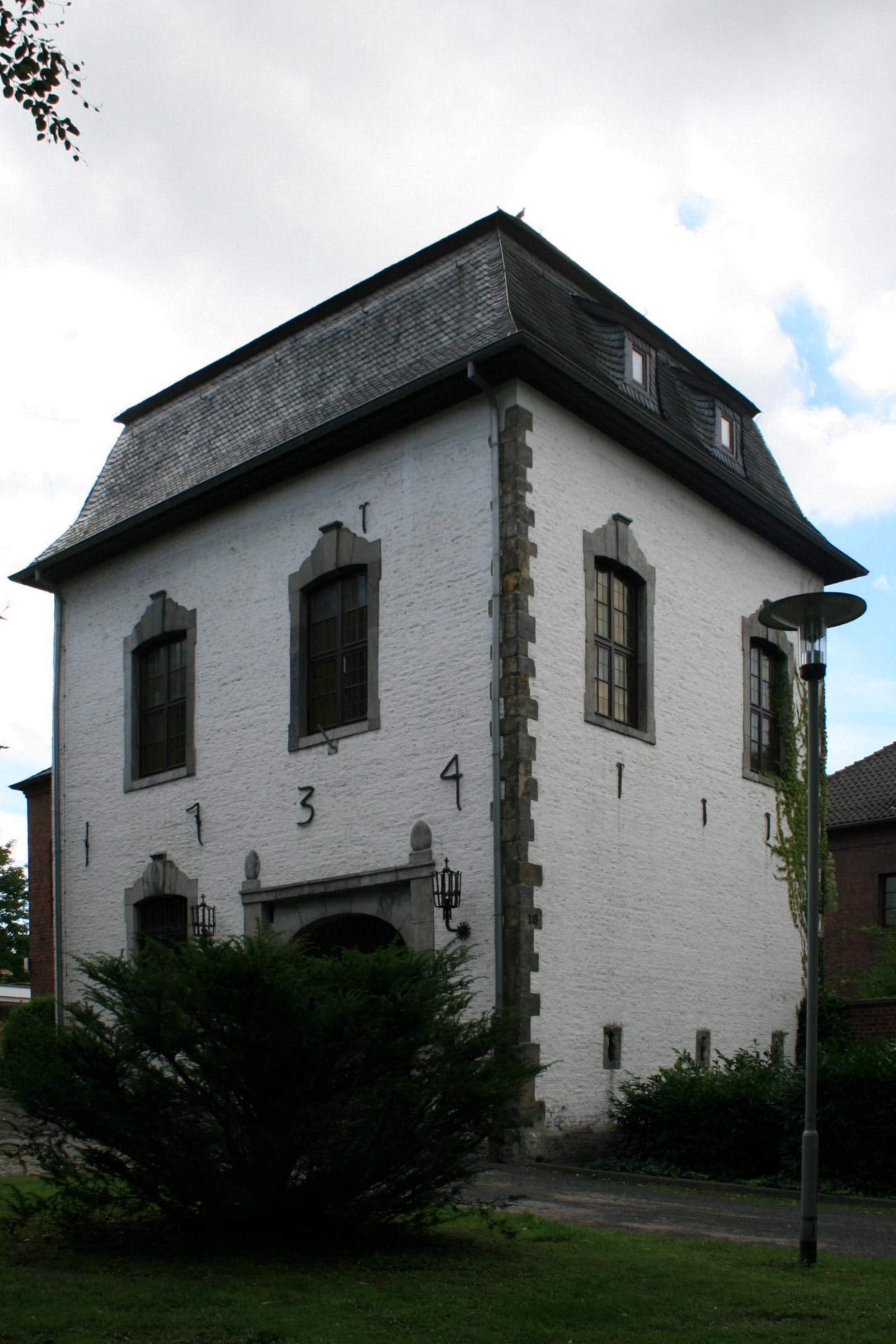
Burgturm (2010)

Der Burgturm steht in der Burgstraße 18 im Stadtteil Odenkirchen in Mönchengladbach (Nordrhein-Westfalen).
Der Turm wurde 1734 erbaut. Er ist unter Nr. B 121 am 14. März 1990 in die Denkmalliste der Stadt Mönchengladbach eingetragen worden.

## Lage
Das Objekt liegt südlich der Niers an der nordwestlichen Ecke der ehemaligen Burg, deren Lage sich in der Topografie und im Straßenverlauf abzeichnet.

## Architektur
Bei dem ehemaligen Torhaus handelt es sich um einen auf etwa quadratischem Grundriss errichteten, zweigeschossigen, zweiachsigen Backsteinbau unter geschwungenem, schiefergedecktem (altdeutsche Deckart) Mansarddach. Es befinden sich je zwei Schleppgauben in der östlichen und westlichen Mansarddachfläche.